# Dänemark-Norwegen

Staatsgebiet der dänisch-norwegischen Personalunion bis 1814

Dänemark-Norwegen war eine Personalunion von Dänemark und Norwegen von 1380 bis 1814. Obwohl rechtlich betrachtet der norwegische König 1380 den dänischen Thron erbte, dominierte die dänische Reichshälfte das Verhältnis sehr schnell, sodass Norwegens Rolle zunehmend marginalisiert wurde, während sich die politische Macht in Kopenhagen konzentrierte, endgültig festgeschrieben mit der Einführung des Absolutismus 1660/65.

## Vorgeschichte
970 konnte der dänische König Harald Blauzahn seine Herrschaft über Norwegen durchsetzen und gliederte den Ostteil des Landes an Dänemark an. 995 erhielt Norwegen wieder einen einheimischen König, Olav I. Tryggvason.
1035 fielen die Färöer unter die norwegische Krone. 1261 wurde Grönland erworben, 1262/64 Island eingegliedert. 1319 fiel die norwegische Krone an den König von Schweden und bis 1355 stand Norwegen in Personalunion mit Schweden.

## Margarethe I.
Margarethe I., die Tochter des dänischen Königs Waldemar IV. Atterdag, war mit dem norwegischen König Håkon VI. verheiratet. Als ihr Vater 1375 starb und keinen Sohn hinterließ, setzte sie durch diplomatisches Geschick im dänischen Reichsrat mit der Hilfe ihres Beraters Henning Podebusk durch, dass ihr minderjähriger Sohn Olav die Thronfolge antreten konnte. Sie selbst übernahm die Regentschaft für ihn.
1380 starb auch ihr Mann Håkon, und Olav wurde norwegischer Thronerbe. Margarethe bekam erneut die Vormundschaft und war so de facto Königin beider Reiche. 1387 starb Olav sehr jung, und formal wäre ihre Regentschaft so zu Ende gewesen. Dennoch konnte Margarethe ihren Herrschaftsanspruch vor beiden Reichsräten behaupten: 1388 gelang es ihr, ihren Großneffen Erich von Pommern gegenüber dem norwegischen Reichsrat als Thronfolger zu platzieren. Norwegen wurde gleichzeitig Erbmonarchie – im Gegensatz zu Dänemark, dessen Reichsrat aber ebenso Erich huldigte. Margarethe blieb bis zu ihrem Tod Regentin beider Reiche.
1397 gelang es Margarethe zusätzlich, in der so genannten Kalmarer Union ihr Doppelreich mit Schweden zu vereinigen. Nach ihrem Tod übernahm der designierte Thronfolger Erich alle drei nordischen Reiche, wobei das Verhältnis zum schwedischen Reichsrat problematisch blieb, da er sich im Vertrag der Kalmarer Union das Wahlrecht des schwedischen Königs jeweils vorbehielt.
1523 schied Schweden unter Gustav Wasa wieder aus der Union aus. Norwegen verblieb mit seinen nordatlantischen Besitzungen weiter bei Dänemark.

## Christian III.
Während die Feindschaft zwischen Dänemark und Schweden in der Folge zu weiteren kriegerischen Auseinandersetzungen führte, wurde Norwegen 1536 von Christian III. zu einem Teil Dänemarks erklärt und der norwegische Reichsrat aufgelöst. Die Personalunion nahm dadurch stärker die Züge einer Realunion an. In welchem Ausmaß die formellen Eingriffe zu einer wirksamen Unterordnung Norwegens führten, wird bis heute in der Forschung diskutiert.
Beschleunigt wurde der reale Bedeutungsverlust durch die Pest, die den norwegischen Adel so stark dezimierte, dass dänische Adlige diese Lücke ausfüllen mussten und konnten.
Norwegen wurde als Königreich nie aufgelöst, der König titulierte sich als „König von Dänemark und Norwegen“, und es galten unterschiedliche Rahmengesetze für Dänemark und Norwegen. Der König wurde durch einen Reichsstatthalter oder Vizestatthalter in Norwegen repräsentiert.

## Norwegen wechselt in die Union mit Schweden
Im Kieler Frieden vom 14. Januar 1814 erreichte der schwedische Kronprinz Karl Johann (der ehemalige französische Marschall Jean-Baptiste Bernadotte), dass Dänemark Norwegen an Schweden abtrat. Der Vertragstext hielt ausdrücklich fest, dass der König von Schweden die norwegische Krone erhielt, mit anderen Worten, dass kein Staatenbund geschlossen würde. Allerdings musste Karl Johann die frisch erlassene norwegische Verfassung akzeptieren. Beim Wiener Kongress wurden die Regelungen bestätigt. Für Schweden war es eine Entschädigung für den Verlust Finnlands an Russland, während Dänemark zur teilweisen Kompensation das Herzogtum Lauenburg erhielt. Die alten norwegischen Besitzungen Grönland, Island und die Färöer verblieben bei Dänemark.
Am 27. Februar 1814 proklamierte Norwegen seine Unabhängigkeit. Der am 17. Mai 1814 zum norwegischen König gewählte Christian Friedrich (der 1839 König von Dänemark wurde) musste auf schwedischen Druck hin am 10. Oktober 1814 auf den Thron verzichten und der Union Norwegens mit Schweden zustimmen. Erst 1905 konnte das norwegische Storting die Auflösung der Union mit Schweden einleiten. Nach einer Volksabstimmung für die Unabhängigkeit stimmte Schweden der Auflösung der Union zu.

## Bewertungen
Aus norwegischer Perspektive wurde die Personalunion ab dem 19. Jahrhundert nicht als Staatenbund gewertet, sondern als Fremdbestimmung. Im Geiste der norwegischen Nationalromantik bezeichnete Henrik Ibsen die Ära als „die 400-jährige Nacht“ (400-års-natten) kultureller, politischer und wirtschaftlicher Dominanz Dänemarks über das gleich große Nachbarvolk.
Aus dänischer Perspektive bot die Union den Vorteil, die Machtstellung in Nordeuropa, besonders gegenüber dem Erzrivalen Schweden, gewährleisten zu können. Schwedens Zugang zum Kattegat beschränkte sich bis Mitte des 17. Jahrhunderts auf einen 15 km schmalen Korridor, der trotz der Festung Älvsborg militärisch verletzbar blieb. Alle europäischen Handelsmächte mussten durch den dänisch kontrollierten Öresund segeln, um die Ostsee zu erreichen, und dabei den Sundzoll entrichten.